# Sallai Kornélia
Sallai Kornélia (született: Kornelia Schiffler, Pörtschach, Ausztria, 1919. augusztus 2. – Budapest, 2003. február 18.) Jászai Mari-díjas osztrák származású magyar színésznő. Vezetéknevét sokszor láthatjuk Sallay formában.

## Élete és pályafutása
1940-ben végzett az Országos Magyar Színművészeti Akadémián. Kezdő színészként az akkor (bécsi döntés) megnyílt kolozsvári magyar nyelvű Nemzeti Színházhoz került. A társulat Budapesten is fellépett, több alkalommal is. A budapesti színikritikusok véleménye szerint Sallai sokoldalú művésznek mutatkozott: Mirigy (Vörösmarty Mihály: Csongor és Tünde), Kata (Shakespeare: A makrancos hölgy), Gondos Eszter (Tamási Áron: Énekes madár).
A háború után a budapesti Nemzeti Színház tagja. Neves pályatársak közé kerül: Bajor Gizi, Lukács Margit, Mészáros Ági, Olthy Magda, Somogyi Erzsi, Szörényi Éva, Tőkés Anna. Kap szerepeket, főszerepeket is. A színikritikusok nagy színésznőt látnak benne. Hozzá hasonlíthatók a társulatból: Bánki Zsuzsa, Barta Mária, Ferrari Violetta, Győri Ilona, Ilosvay Katalin, Pádua Ildikó, Ruttkai Éva, Sulyok Mária... Nem tud érvényesülni.
1949-től az akkor alakult Ifjúsági Színház tagja lesz. Társai lesznek pl. Barlay Vali, Barta Mária, Orsolya Erzsi, Sennyei Vera, Szemere Vera, Bozóky István, Csákányi László, Verebes Károly, később pedig Kovács Károly, Mádi Szabó Gábor, Molnár Tibor, Rozsos István, Timár József, itt lesz pályakezdő Békés Itala, Temessy Hédi, Vass Éva, Petrik József...

Rengeteg - ifjúságnak szóló - szovjet darabot mutatnak be - igazi sikert magyar tárgyú darabokkal arat a társulat. Pl. Jókai Mór A kôszívû ember fiai c. regénye színpadon, Apáthi Imre rendezésében. A darab 316 előadással és 272473 nézővel megközelíthetetlen rekordot állít fel 1953-ban. Sallai Kornélia játssza Plankenhorst Antoinette szerepét.
1956-tól az Állami Déryné Színház tagja. Utolsó jeles szerepe: Bernarda Alba (Federico García Lorca: Bernarda Alba háza), Szécsi Ferenc rendezésében, 1964-ben. Ekkor kapta meg a Jászai Mari-díjat.

1974 óta nyugdíjas. Anyanyelvét használva Ingeborg Bachmann-verseket fordított a Nagyvilág folyóiratnak.
A Színházi adattárban regisztrált bemutatóinak száma: 67. Ugyanitt nyolc színházi fotón is látható.

## Fontosabb színházi szerepei
- William Shakespeare: A markancos hölgy... Kata
- William Shakespeare: Rómeó és Júlia... Dajka
- William Shakespeare: VIII. Henrik... Aragóniai Katalin
- Lope de Vega: A kertész kutyája... Marcella
- Federico García Lorca: Bernarda Alba háza... Bernarda
- Hermann Gressieker: VIII. Henrik és hat felesége... Aragóniai Katalin, a száműzetésbe küldött királyné
- Bornemisza Péter: Magyar Elektra... Elektra
- Katona József: Bánk bán... Gertrudis
- Vörösmarty Mihály: Csongor és Tünde... Mirigy; Éj
- Jókai Mór: A kőszívű ember fiai... Plankenhorst Antoinette
- Heltai Jenő: A néma levente... Carlotta
- Tamási Áron: Énekes madár... Gondos Eszter

## Filmes és televíziós szerepei
- Kalotaszegi Madonna (1943)
- Szabóné (1949)
- Kis Katalin házassága (1950)
- Állami Áruház (1953)
- Láthatatlan ellenségeink! (1954)
- Budapesti tavasz (1955)
- Veszélyes lejtő (1955)
- Egy pikoló világos (1955)
- Szakadék (1956)
- A kabát (1956)
- Az igazi égszínkék (1957)
- Dani (1957)
- A harangok Rómába mentek (1959)
- Fapados szerelem (1960)
- Különös tárgyalás (1961)
- Fotó Háber (1963)
- Lázadás reggelig (1964)
- Sodrásban (1964)
- Szentjános fejevétele (1966)
- Tízezer nap (1967)
- Csend és kiáltás (1968)
- Keresztelő (1968)
- Pokolrév (1969)
- A tűz balladája (1972)
- Plusz-mínusz egy nap (1973)
- Asszony a viharban (1975)
- Zendül az osztály (1975)
- A párkák (1975)
- Zongora a levegőben (1976)
- Napló (1977)
- Legato (1978)
- Olyan, mint otthon (1978)
- Imre (1979)
- Ajándék ez a nap (1979)
- Villám (1981)
- Elveszett illúziók (1982)